# ジャパンアクションギルド
一般社団法人JAPAN ACTION GUILD（じゃぱん・あくしょん・ぎるど）は、アクション製作に関わる全てのプレイヤー、クリエイターのための支援団体。略称：JAG（ジャグ）。国内外で活躍するアクション監督や殺陣師、スタントコーディネーターらが発起人となり、2021年1月20日に発足した。公益社団法人日本芸能実演家団体協議会 （芸団協）正会員。

## 概要
「ジャパンアクションアワード」のリニューアル、アクション専門動画チャンネルの運営、そしてスタントマンやアクションに関わるスタッフたちの労働条件改善への交渉など、「アクションの魅力を周知させる」ことを主な目標とし、INNOVATION（革新）とDEFENCE（守り）、更にはアクションが好きな一般のお客様と、アクションの世界を繋ぐHUB（中核）の役割、この三本を主軸とした様々な展開を日本国内のみならず、世界に向け展開している。

## 設立メンバー
| 氏名       | 所属団体             | 備考                                                                          |
| ---------- | -------------------- | ----------------------------------------------------------------------------- |
| 矢部大     | ワーサル             | JAG代表理事 / 株式会社ワーサル代表                                            |
| 大内貴仁   | A-TRIBE              | アクション監督 / A-TRIBE代表                                                  |
| 下村勇二   | U'den Flame Works    | アクション監督・監督 / 有限会社ユーデンフレームワークス代表                   |
| 多加野詩子 | 高瀬道場             | 殺陣技斗師 / 芸道殺陣波濤流 高瀬道場師範 / 株式会社ガイズエンタティメント代表 |
| 谷垣健治   | 香港スタントマン協会 | アクション監督・監督 / ACTION CONCEPT,Inc.代表                                |
| 辻井啓伺   | STUNT TEAM Gocoo     | スタントコーディネーター・スタントマン / 有限会社スタントジャパン代表         |
| 横山誠     | AAC STUNTS           | アクション監督・監督 / 有限会社AAC STUNTS代表                                 |

## 賛同団体
| 団体名                                         | 代表者             |
| ---------------------------------------------- | ------------------ |
| 悪の秘密結社                                   | 笹井浩生           |
| アーバンアクターズ                             | 二家本辰己         |
| アルファスタント                               | 小池達朗           |
| アルティメットスタント（ネオ・エージェンシー） | 髙橋伸稔           |
| AAC STUNTS                                     | 横山誠             |
| A-TRIBE                                        | 大内貴仁           |
| L4                                             | 吉久直志           |
| 活劇座                                         | 古賀亘             |
| 倉田アクションクラブ                           | 倉田保昭           |
| 久世七曜会                                     | 久世浩             |
| ケン・スタントクリエーション                   | 釼持誠             |
| ジャパンアクションエンタープライズ             | 金田治             |
| スタントジャパン/STUNT TEAM Gocoo              | 辻井啓伺           |
| Luster pro.                                    | シンシア・ラスター |
| 高瀬道場                                       | 高瀬将嗣           |
| 殺陣集団 荒神                                  | 川畑祐人           |
| ACTION CONCEPT,Inc.                            | 谷垣健治           |
| T.P.O. office                                  | 奥住英明           |
| BEAT PARADOX/テアトルアカデミー                | 神野嘉文           |
| BOSアクションユニティ                          | 岩上弘数           |
| MOAI&Co.                                       | 富田稔             |
| ユーデンフレームワークス                       | 下村勇二           |
| レッド・エンタテインメント・デリヴァー         | 新堀和男           |
| ワイルドスタント/オフィスワイルド              | 柴原孝典           |
| 若駒プロ                                       | 小林謙司           |
| WORSAL                                         | 矢部大             |